# Kościół św. Małgorzaty w Londynie
Kościół św. Małgorzaty w Londynie (ang. Church of St Margaret) – kościół na terenie Opactwa Westminsterskiego, przy Parliament Square w Londynie, noszący wezwanie świętej Małgorzaty Antiocheńskiej.

## Historia
Świątynia została wybudowana w XII wieku przez mnichów benedyktyńskich. Od 1614 roku stanowi kościół parafialny Pałacu Westminsterskiego. Stała się nim, gdyż purytanie nie byli zadowoleni z ceremonii odprawianych w Westminster Abbey i postanowili, że St Margaret’s będzie bardziej odpowiadała ich potrzebom. Historycznie leżała na terenie obszaru Ossulstone znajdującego się w hrabstwie Middlesex. W latach 1486–1523 doszło do jej przebudowy, za namową króla Henryka VII, a nowy kościół, który w dużej mierze zachował się do dziś, został konsekrowany 9 kwietnia 1523 r. Kościół był miejscem wielu znaczących wydarzeń, w tym zaręczyn Katarzyny Aragońskiej z Henrykiem VIII, które upamiętniono w 1509 r. istniejącym do dziś witrażem. W Wielkanoc 1555 roku były mnich benedyktyński William Flower zaatakował w kościele księdza, który udzielał sakramentu. Został uznany za heretyka i spalony na stosie przed kościołem.
Świątynia była wielokrotnie przebudowywana. W latach 1734–1738 północno-zachodnia wieża została przebudowana według projektów Johna Jamesa; w tym samym czasie cała elewacja została pokryta kamieniem portlandzkim. Zarówno wschodnia, jak i zachodnia kruchta zostały dodane później, według projektu JL Pearsona. W latach 70. XIX w. gruntownie odrestaurowano i zmieniono do obecnego wyglądu wnętrze kościoła, według projektu George’a Gilberta Scotta. Zachował on elementy poprzedniego wystroju, w tym okna witrażowe upamiętniające m.in. Johna Miltona i admirała Roberta Blake’a.
Organy kościelne były wzmiankowane w 1830. Obecne zbudowano w połowie XIX w., a później przebudowywano.
W latach 70. XX w. zlikwidowano tutejszą parafię, zaś budynek kościoła przeszedł pod zwierzchnictwo dziekana i kapituły sąsiadującego Opactwa Westminsterskiego.
W 1987 kościół wraz z pobliskim pałacem i opactwem został wpisany na listę światowego dziedzictwa UNESCO.

## Śluby
Oprócz zawierania małżeństwa przez miejscowych parafian, kościół od dawna jest miejscem ślubów towarzyskich, ponieważ członkowie Parlamentu i urzędnicy Izby Lordów oraz Izby Gmin mogą zdecydować się na zawarcie w nim związku małżeńskiego. Do znanych należą m.in.:
- 5 lipca 1631: Edmund Waller i Anne Banks[13],
- 1 grudnia 1655: Samuel Pepys i Elisabeth Marchant de St. Michel[14],
- 12 listopada 1656: John Milton i Katherine Woodcock[15],
- 8 grudnia 1891: Jan Henryk XV Hochberg i Maria Cornwallis-West
- 12 września 1908: Winston Churchill i Clementine Hozier[16],
- 21 kwietnia 1920: Harold Macmillan i Lady Dorothy Cavendish[17],
- 18 lipca 1922: Lord Louis Mountbatten i Edwina Ashley[18].
- 8 października 1993: David Armstrong-Jones, wicehrabia Linley i Lady Serena Stanhope[19].

## Pochówki
Świątynia jest miejscem pochówku takich osób jak pierwszy brytyjski drukarz William Caxton, Walter Raleigh, John Milton, admirał Robert Blake, baron John Sutton i jego żona Cicely Grey, hrabia William Murray, Edward Grimeston i biskup Nicholas Clagett.

## Galeria

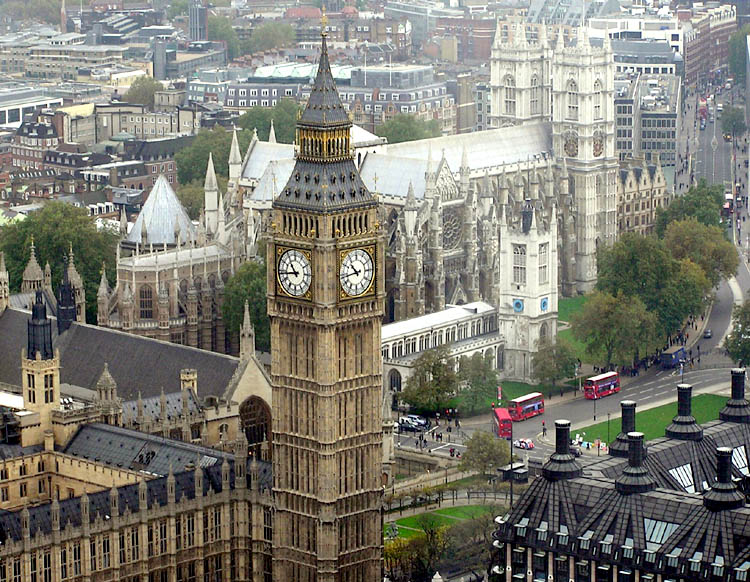
Lokalizacja przy Placu Parlamentarnym
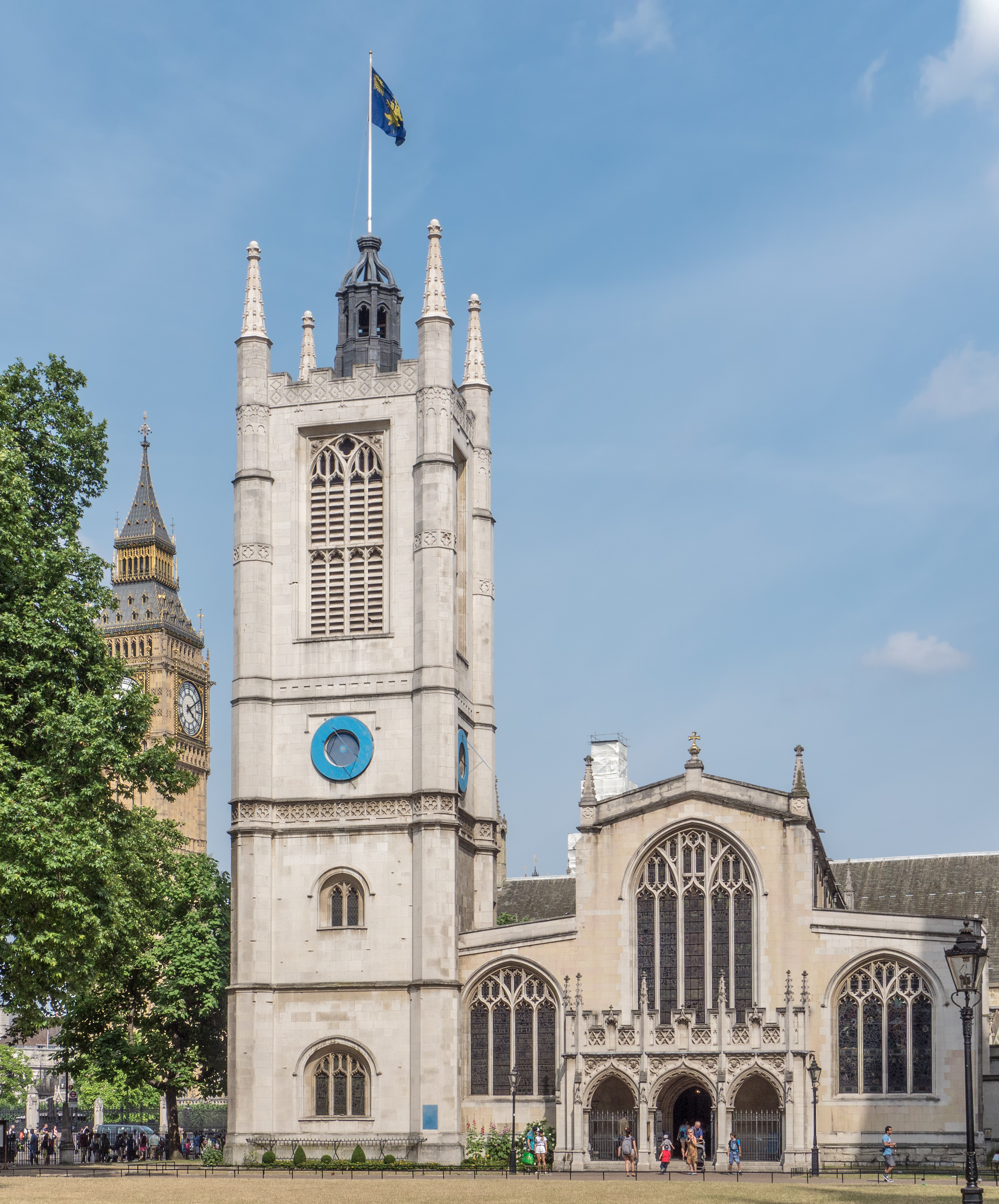
...
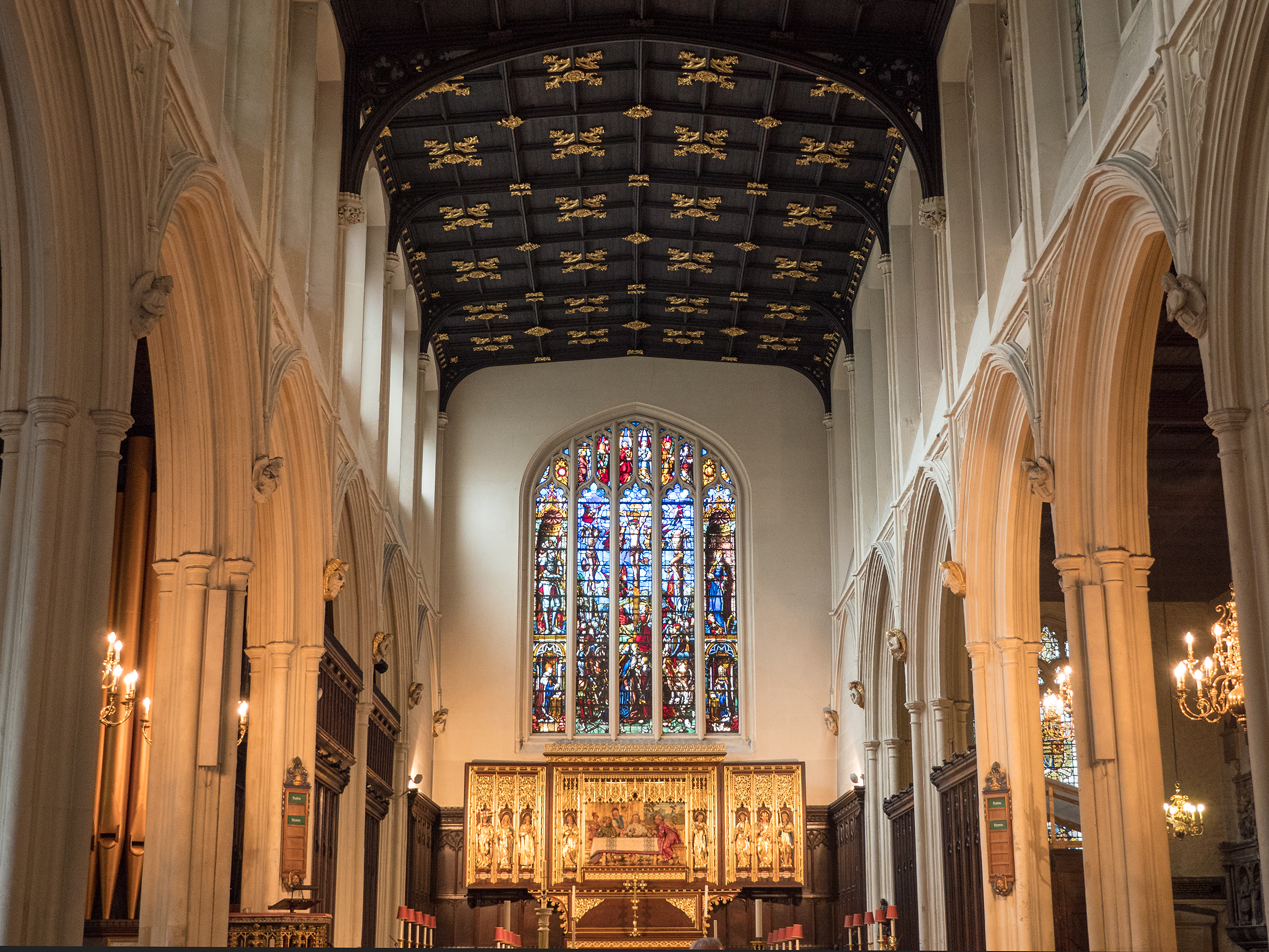
Wnętrze w 2016
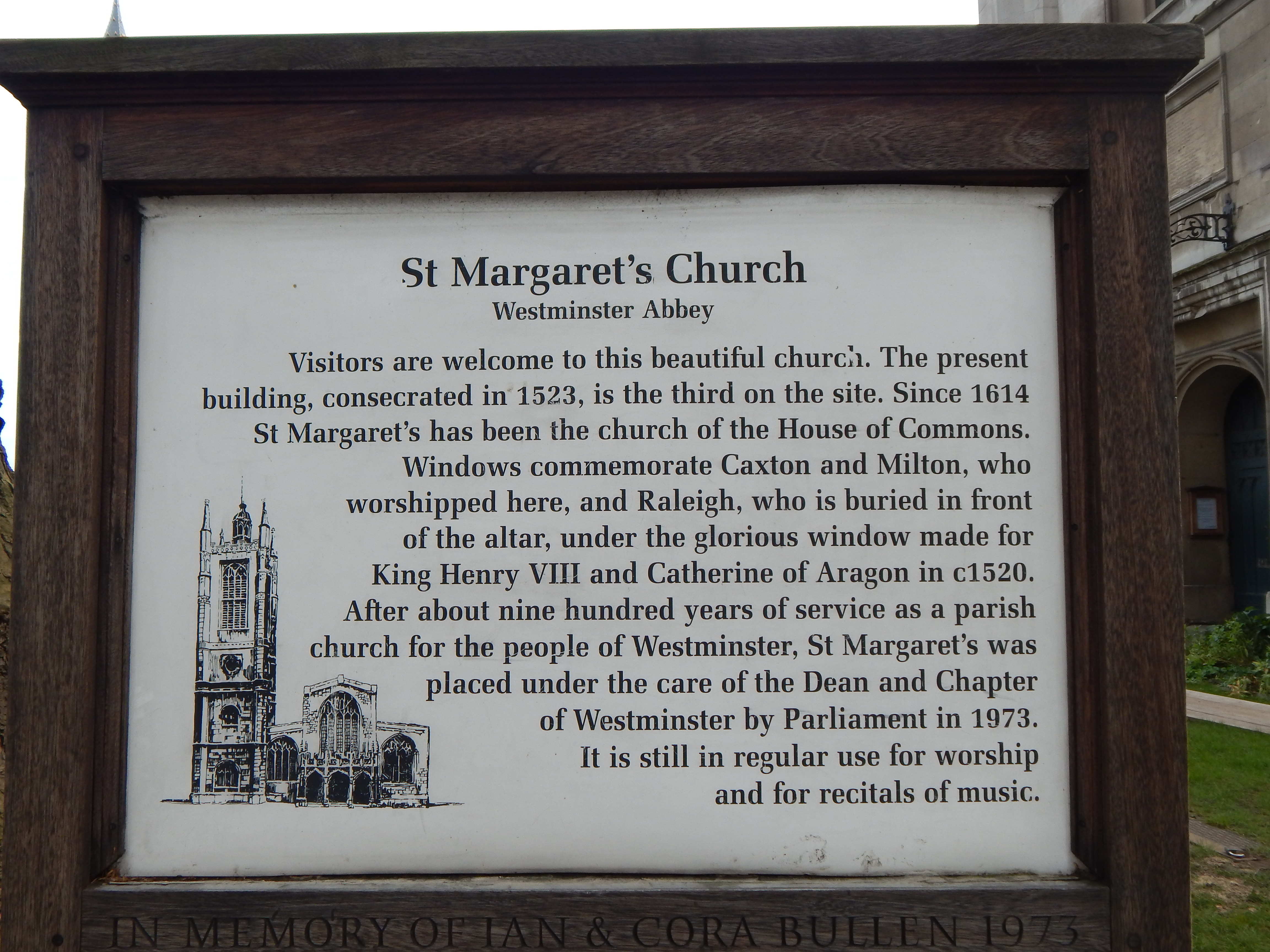
...